# Andrea Di Maria
Andrea Di Maria (Polla, 19 aprile 1984) è un attore italiano, che ha recitato nel ruolo del protagonista del film Prima di lunedì.

## Biografia
Originario di Sala Consilina, in provincia di Salerno. Fin da piccolo si appassiona al teatro, ed inizia la propria carriera con la compagnia di Eduardo, che continuerà affiancando attori come Vincenzo Cerami, Renato Carpentieri, Giancarlo Sepe e Maurizio Casagrande. Nel 2008 avvia il sodalizio teatrale e cinematografico con Vincenzo Salemme, che lo vede partecipe nelle commedie e successivamente in film come ...E fuori nevica! (2014) e Prima di lunedì (2016). Nel 2015 interpreta Antonio, il figlio del sindaco di Pollica, Angelo Vassallo (vittima della camorra), nella miniserie TV biografica su Rai 1, Il sindaco pescatore, assieme a Sergio Castellitto che interpreta il sindaco. In seguito, nel 2015, inizia le riprese della miniserie TV Lampedusa - Dall'orizzonte in poi, accanto a Claudio Amendola.
Assieme a un gruppo di attori napoletani e originari di Sala Consilina avvia la webserie Casa Surace, incentrata sulle peculiarità, le caratteristiche e le differenze di abitudini fra Nord e Sud Italia, video che hanno visto anche la partecipazione dell'ambasciatore statunitense in Italia, Lewis Eisenberg (2017-2021), poi pubblicati anche sui profili sociali dell'istituzione americana.
Dal 2017 al 2021 è nel cast di Gomorra - La serie interpretando Elia Capaccio (detto 'o diplomato), capocamorra di Napoli Centro. Nel 2019 ritorna in televisione col programma teatrale Salemme il bello...della diretta!. Nel 2023 è stato tra i protagonisti, nel ruolo di Pasquale, detto "trucido", della serie TV Il nostro generale, con Sergio Castellitto nel ruolo del generale Carlo Alberto dalla Chiesa. Ed è anche nel cast del film di Bruno De Paola, In fila per due, al cinema dal 23 novembre 2023. Nel 2024/2025 prende parte al programma Binario 2 come inviato.

## Filmografia

### Cinema
- Lo spazio bianco, regia di Francesca Comencini (2009)
- Impepata di nozze - Sposarsi al sud è tutta un'altra storia..., regia di Paolo Caiazzo e Angelo Antonucci (2011)
- ...E fuori nevica!, regia di Vincenzo Salemme (2014)
- Torneranno i prati, regia di Ermanno Olmi (2014)
- Babbo Natale non viene da Nord, regia di Maurizio Casagrande (2015)
- Prima di lunedì, regia di Massimo Cappelli (2016)
- Una questione privata, regia di Paolo e Vittorio Taviani (2017)
- Una festa esagerata, regia di Vincenzo Salemme (2018)
- Bob & Marys - Criminali a domicilio, regia di Francesco Prisco (2018)
- 7 ore per farti innamorare, regia di Giampaolo Morelli (2020)
- In fila per due, regia di Bruno De Paola (2023)

### Televisione
- La nuova squadra – serie TV (2011)
- Il sindaco pescatore, regia di Maurizio Zaccaro – film TV (2016)
- Lampedusa - Dall'orizzonte in poi, regia di Marco Pontecorvo – miniserie TV (2016)
- Gomorra - La serie – serie TV, 13 episodi (2017-2021)
- Salemme - Il bello... della diretta! (2019)
- Carosello Carosone, regia di Lucio Pellegrini – film TV (2021)
- Il nostro generale – serie TV (2023)